# DB Navigator
Der DB Navigator ist eine Mobile App des bundeseigenen Eisenbahnkonzerns Deutsche Bahn AG, die diverse Dienste des Unternehmens für Endkunden bereitstellt. Die App ermöglicht insbesondere Kauf und Verwaltung digitaler Fahrkarten, eine Fahrplanauskunft, Informationen und Benachrichtigungen zur Reise in Echtzeit, Zugriff auf die Kundenkarte Bahncard, das Kundenbindungsprogramm Bahn Bonus sowie eine Check-In-Funktion bei Fahrtantritt.
Die Anwendung ist über den Play Store von Google, den App Store von Apple und die AppGallery von Huawei zu beziehen. Der DB Navigator unterstützt Zwei-Faktor-Authentifizierung. Die Anwendung wurde bis 2019 über 42 Millionen Mal heruntergeladen. Die Abrufzahlen lagen 2019 bei 100 Millionen pro Monat.

## Entwicklung
Herzstück der Anwendung ist das Fahrgastinformationssystem HAFAS der HaCon Ingenieurgesellschaft mbH mit Sitz in Hannover. Unter dem Projektnamen Next DB Navigator wurde eine neue Version der Anwendung als Teil eines umfassenden Modernisierungsprogramms Vendo aller digitalen Kundenschnittstellen des Unternehmens entwickelt. Ende 2020 startete dazu ein öffentlicher Betatest, seit September 2023 wird die neue Version regulär angeboten.

## Kritik
Im April 2022 veröffentlichte der Sicherheitsforscher und Pentester Mike Kuketz Analysen des DB Navigator für Android und iOS zum Kommunikationsverhalten der App. Dabei wurden unter anderem potenzielle Verstöße gegen das Telekommunikation-Telemedien-Datenschutz-Gesetz (TTDSG) und die Datenschutz-Grundverordnung (DSGVO) festgestellt, darunter Datenübertragungen in die USA. Ähnliche Verstöße in der Android-App wurden bereits im Oktober 2021 öffentlich. Der Verein Digitalcourage setzte der Deutschen Bahn daraufhin eine Frist von zwei Monaten, um die Datenschutzverstöße in der App zu beseitigen. Da der Anbieter dem nicht nachkam, kündigte der Verein im Juli 2022 eine Klage gegen die Deutsche Bahn an. Am 20. Oktober desselben Jahres wurde diese schließlich eingereicht. Als Kläger tritt padeluun auf. Auf dem Chaos Communication Camp 2023 befasste sich ein Vortrag mit kritikwürdigen Details zu der Anwendung.